# Sangrodz
Sangrodz [pronunciación en polaco: /ˈsaŋɡrɔt͡s/] es un pueblo ubicado en el distrito administrativo de Gmina Ujazd, dentro del Condado de Tomaszów Mazowiecki, Voivodato de Łódź, en Polonia central. Se encuentra aproximadamente a 3 kilómetros al sureste de Ujazd, a 9 kilómetros al noroeste de Tomaszów Mazowiecki, y a 41 kilómetros al sureste de la capital regional Łódź.